# مثبط (وراثة)

مشغل لاك: 1- بوليميراز الرنا، 2- مثبط لاك، 3- محفز، 4- عامل، 5- لاكتوز، 6- lacZ 7- lacY 8- lacA.
الأعلى: التعبير عن الجين متوقف. لا يوجد لاكتوز لمنع المثبط، لذا يرتبط الأخير بالعامل وهذا يعيق بوليميراز الرنا من الارتباط بالمحفز ونسخ الجينات التي يخلق منها اللاكتاز.
الأسفل: الجين يشتغل. يقوم اللاكتوز بمنع عمل المثبط وهذا يسمح لبوليميراز الرنا بالارتباط بالمحفز والتعبير عن الجينات. في النهاية سيهضم اللاكتاز جميع جزيئات اللاكتوز حتى لا تبقى واحدة ترتبط بالمثبط عندها سيرتبط الأخير مجددا بالعامل موقفا تخليق اللاكتاز.

المثبط أو الكاظم  (بالإنجليزية: Repressor)‏ هو بروتين مرتبط بالدنا أو الرنا يقوم بتثبيط ومنع التعبير عن جين أو عدة جينات عبر الارتباط بالمشغل أو الكاتمات ذات الصلة بها. يعيق المثبط المرتبط بالدنا ارتباط بوليميراز الرنا بالمحفز الخاص بالجين مانعا نسخه إلى رنا رسول. أما المثبط المرتبط بالرنا فيرتبط بالرنا الرسول مانعا ترجمته إلى بروتين. إعاقة التعبير الجيني هذه تسمى تثبيط أو كظم.

## الوظيفة
عند تواجد حاث -وهو جزيء يبدأ عملية التعبير الجيني- يقوم بالتآثر مع البروتين المثبط وفصله عن العامل (operator)، عندها يقوم بوليميراز الرنا بنسخ الدنا وإنشاء الرنا الرسول. تميم المثبط هو جزيء يمكنه الارتباط بالمثبط وجعله يرتبط بإحكام مع العامل، وهذا يخفض عملية النسخ. المثبط الذي يرتبط بتميمه يسمى مثبط صميم أو مثبط غير نشط، أحد أنواع المثبطات الصميمة هو مثبط تريبتوفان وهو بروتين أيضي مهم لدى البكتيريا.
آلية التثبيط بالأعلى هي نوع من آليات التغذية الراجعة لأنها لا تسمح بحدوث النسخ إلا إذا تحققت شروط معينة: مثل تواجد حاث معين. يوجد في جينوم حقيقيات النوى مناطق دنا تسمى كاتمات وهي تسلسلات دنا ترتبط بها المثبطات لتثبيط التعبير الجيني جزئيا أو كليا. تقع الكاتمات عدة نوكليوتيدات عكس الاتجاه أو مع الاتجاه من محفز الجين. يمكن للمثبطات كذلك أن تحتوي على موقعي ارتباط: أحدهما لمنطقة الكاتم والآخر لمنطقة المحفز. هذا يسبب تحلُّق الصبغي وهو الأمر الذي يسمح لمنطقتي المحفز والكاتم بالاقتراب من بعضهما.

## أمثلة

### مشغل لاك
تشفر جينات lacZYA الموجودة في مشغل لاك البروتينات الضرورية لهضم اللاكتوز، ويشفِّر جين lacl البروتين المثبط لهذه الجينات . يقع جين lacl مباشرة عكس الاتجاه من جينات lacZYA لكنه يُنسَخ من محفز مختلف خاص به ويثبط ترجمة الجينات lacZYA بالارتباط بتسلسل العامل الخاص بها lacO.
يعبر عن مثبط الجينات lacZYA بشكل مستمر، وهو مرتبط دائما بتسلسل المحفز، الأمر الذي يمنع بوليميراز الرنا من بدأ نسخ مشغل اللاك. عند تواجد حاث الألولاكتوز  [الإنجليزية] يغير المثبط هيئته البنيوية وينفصل عن العامل، عندها يصبح بوليميراز الرنا قادرا على الارتباط بمحفز المشغل وبدأ عملية ترجمة جيناته الثلاث.

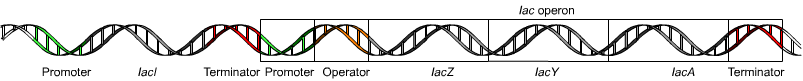
مخطط لمشغل اللاكتوز (لاك) موضح عليه الجينات lacZ، lacY، lacA مع المحفز والعامل والمنهي المشترك بينهم، بالإضافة إلى جين مثبط لاك (lacl) مع المحفز والمنهي الخاصين به.